# Памятник Юрию Гагарину (Калуга)
Памятник Юрию Гагарину в Калуге — бронзовая скульптура в полный рост первого космонавта Земли Юрия Алексеевича Гагарина, установленная в Калуге 9 апреля 2011 года. Автор скульптуры — Алексей Леонов, тёзка другого знаменитого космонавта.

## Описание
Памятник Гагарину находится напротив входа в Государственный музей истории космонавтики имени К. Э. Циолковского, в Сквере имени Н. В. Гоголя (улица Гоголя). Установлен в честь 50-летия первого полета человека в космос. Высота скульптуры — 2,5 метра. Она изображает Гагарина не как космонавта, а как обычного человека, который одет в простую рубашку и брюки, а на лице — улыбка. Руки при этом разведены в стороны, как будто он пытается обнять целый мир.

## Копии памятника Гагарину в других местах

#### Памятник Гагарину в Этномире
Точно такой же памятник, как и в Калуге, был установлен в этнографическом парке-музее «Этномир» 16 апреля 2011 года. Во время церемонии сотрудники и гости «Этномира» составили послание потомкам и поместили его в «Капсулу времени», чтобы обнародовать в 2061 году, в 100-летний юбилей первого полёта человека в космос.

#### Памятник Гагарину в Хьюстоне
15 октября 2012 года состоялось открытие первого в Америке памятника Юрию Гагарину. Он был передан Хьюстону в 2011 году по случаю 50-летнего юбилея первого полета человека в космос. Точная копия калужского памятника расположена у исторического здания первой штаб-квартиры NASA. Рядом с памятником находится стальная панель, на которой изображён американский космонавт Джон Гленн, ставший вторым человеком, вышедшим на орбиту Земли через год после Гагарина. На церемонии открытия в качестве почётных гостей присутствовали дочь Юрия Гагарина Галина и его внук — Юрий.

#### Памятник Гагарину во Франции
5 октября 2017 года на юге Франции в Монпелье был открыт памятник Юрию Гагарину, точная копия скульптуры, установленной в Калуге. Монумент установлен на мосту, также названном в честь Гагарина. Инициатором установки стал мэр Монпелье Филипп Сорель, увидевший памятник во время визита в Россию.